# Sophia Rossi
Sophia Rossi (Las Vegas, Nevada; 22 de septiembre de 1977) es una actriz pornográfica estadounidense.

## Biografía
Sophia nació y se crio en Las Vegas. A las 15 años comenzó a trabajar como modelo y a las 17 años se mudó a Japón durante un año para dedicarse a ello profesionalmente. Más tarde estuvo viviendo durante varios meses en Hawái y en Europa. Después se mudó a Los Ángeles, California y además de modelo comenzó a trabajar como actriz. Conoció a su marido con el que se casó y se mudó a Scottsdale, Arizona, donde tuvo dos hijos del actor Evan Stone. Mientras vivía en Scottsdale, Sophia dejó su carrera de modelo y actriz y fue a la universidad para convertirse en matrona. Nueve años después se divorció de su marido y en 2002 se mudó de vuelta a su hogar, Las Vegas, retomando su carrera como modelo y actriz. Durante este tiempo también fue bailarina en conciertos de Kid Rock. Siendo frecuente para Sophia relacionarse con personalidades famosas gracias a su trabajo, conoció a la actriz porno Jenna Jameson, con la que entabló amistad.

## Carrera en el porno
En 2005 Jenna estaba trabajando en aumentar el éxito de su compañía, ClubJenna, y estaba buscando actrices porno para que trabajasen exclusivamente para ella. Durante un partido de fútbol americano de la Superbowl al que Jenna y Sophia asistieron juntas, Sophia decidió que quería ser actriz porno y Jenna le ofreció un contrato exclusivo con su productora, ClubJenna. Sophia volvió a mudarse a Scottsdale, Arizona, donde se encuentra la sede de ClubJenna. A pesar de que Sophia nunca antes había trabajado en la industria del porno, pronto se hizo muy famosa en la industria gracias a su prestigioso contrato y por ser una de las estrellas exclusivas de ClubJenna. Su primera película porno, Sophia Syndrome, que protagoniza junto a Jenna Jameson, fue lanzada al mercado en el verano de 2006. En mayo de 2007 su contrato exclusivo con ClubJenna finalizó y no fue renovado, dejando así Sophia de formar parte de la productora.

## Filmografía
- Rossi's Revenge (2007)
- Sophia's Private Lies (2007)
- Jenna's Provocateur (2006)
- Sophia Revealed (2006)
- Sophia Syndrome (2005)